# Traduceri ale baladei Miorița
Miorița străbate lumea (2002). Până în primul an al mileniului trei Miorița a cunoscut 18 versiuni în limba franceză, la care se adaugă 15 versiuni în limba italiană, 14 în limba germană, 9 în limba engleză, 8 în limba rusă; în total 123 de traduceri, din care nu lipsesc versiuni poloneze, slovene, sârbe, ucrainene, grecești, letone, finlandeze, maghiare, japoneze, arabe, esperanto ș.a.m.d, antologate în volumul Miorița străbate lumea . 
Într-o cronică a acestui eveniment editorial, Petru Ursache (2003) preciza: “Întâlnirea cu noua înfățișare a baladei (colind, bocet, legendă) a fost șocantă, a trezit reacții adverse, de la entuziasm la mirare, pentru că nimeni nu se aștepta la o lucrare atât de categorică și de întinsă pe plan internațional a acestei valoroase cărți. Merităm lecția. Trebuie să vină străinii să ne atragă atenția, civilizat și discret, asupra propriului tezaur cultural și artistic” 